# جون ميلن
جون ميلن (بالإنجليزية: John Milne)‏ هو سياسي كندي، ولد في 22 يناير 1839، وتوفي في 4 مارس 1922. انتخب عضو مجلس الشيوخ الكندي.